# 룩센트
룩센트는 2008년에 설립된 대한민국의 경영 전략 컨설팅 회사이다. 한국의 로컬 컨설팅 회사 중 하나로 2024년 기준 약 40명의 컨설턴트가 근무 중이다. 국내외 대기업/중견기업, PEF(Private Equity Fund)를 대상으로 전략 수립, 기업 인수•합병 및 매각 자문 서비스, PMI(Post Merger Integration, 기업 인수 후 통합), Value-up(기업 가치 제고) 컨설팅 프로젝트를 주로 한다.
원래 두산 계열의 네오플럭스라는 컨설팅 회사가 있었는데, 그 회사 출신들이 설립했다고 한다. 네오플럭스는 투자 쪽도 있었는데, 오퍼레이션 컨설팅을 많이 하는 컨설팅 사업부가 있었다.

## 사업현황
룩센트는 설립한 이후 지금까지 약 170개 이상의 고객사에서 250건 이상의 프로젝트를 수행했다. 특히, 일본, 중국, 베트남 등 아시아 주요국으로 프로젝트 지역을 확장하고 있다.
2008년 오퍼레이션 자문 중심의 컨설팅 업체로 시작하여 원가 절감, 성과 혁신, 운영 전략 최적화 프로젝트를 많이 수행했다. 그 중에서도 기업의 가치를 끌어올리는 밸류업 프로젝트가 주요 영역이었다.
BCG 파트너 출신을 영입하며 전략 컨설팅의 전문성을 강화하고, Digital Transformation, ESG 자문 등으로 업무 영역을 넓히고 있다. 에어인천의 아시아나 항공 화물사업부 인수에 CDD, 글로벌 PEF인 콜버그크래비스로버츠(KKR)의 SK E&S 상환전환우선주 투자에 CDD, 어피너티에쿼티파트너스의 잡코리아 인수에 기술 자문, IMM PE의 에어퍼스트 인수에 오퍼레이션 실사 및 PMI, 코웨이의 밸류업 프로젝트 등을 맡았다.

## 컨설팅 서비스 영역
M&A 서비스
- Buy-side M&A Service: Commercial DD, Operational DD, Tech./IT DD, ESG DD 등
- Sell-side Deal Advisory

PMI (Post Merger Integration)
- Organization: 조직 안정화 및 재편
- Business Continuity :  운영 연속성 확보
- Strategy : 비전 / 전략 수립
- Value Capture : 가치 제고/시너지 기회 발굴
- Communication : 내•외부 커뮤니케이션

Business Value-up
- Topline Growth : 매출 성장 전략 수립
- Operational Excellence : 운영 효율성 극대화
- Digital Transformation : 디지털 기술을 활용한 가치 창출

## 여담
국내외 주요 사모펀드를 고객사로 확보하여 M&A 시장에서 큰 역할을 하고 있다. (KKR, 칼라일, CVC 캐피탈, 어펄마 캐피탈, MBK 파트너스, IMM PE, VIG 파트너스, 글렌우드 PE 등)